# Каверзнєв Михайло Кирилович
Михайло Кирилович Каверзнєв (1905, місто Одеса — березень 1975, місто Сочі, тепер Російська Федерація) — радянський діяч органів держбезпеки, генерал-майор, народний комісар державної безпеки Узбецької РСР. Депутат Верховної ради СРСР 3-го скликання.

## Біографія
Народився в родині деревообробника. У 1919 році закінчив чотирикласне вище початкове училище в Одесі.
До березня 1920 року проживав у батьків в Одесі. З березня до листопада 1920 року наймитував у заможного селянина Маключенка в селі Помічна Вознесенського району. З листопада 1920 до лютого 1921 року — на утриманні батьків в Одесі. З лютого до серпня 1921 року наймитував у заможного селянина Макаренка в селі Курдове Роздільнянського району. З серпня 1921 до січня 1922 року — на утриманні батьків в Одесі.
У січні 1922 — вересні 1925 року — технік-практикант трирічного Одеського залізничного училища, яке закінчив у вересні 1925 року.
У вересні 1925 — листопаді 1929 року — електроустановник та машиніст залізничної електростанції управління служби зв'язку та електротехніки Катерининської залізниці в Дніпропетровську.
У листопаді 1929 — лютому 1930 року — електромеханік меблевої фабрики «Деревообробник» в Одесі. У лютому 1930 — березні 1933 року — технік-металург заводу Народного комісаріату шляхів сполучення імені Січневого повстання в Одесі.
Член ВКП(б) з грудня 1930 до 11 травня 1956 року.
У 1933 році закінчив два курси Енергетичного інституту в Одесі.
В органах держбезпеки з березня 1933 року. З березня 1933 до березня 1934 року — слухач Центральної школи ОДПУ СРСР у Москві.
З березня 1934 року — помічник уповноваженого, з 1935 до грудня 1936 року — уповноважений, оперуповноважений економічного відділу Повноважного представництва ОДПУ — УДБ УНКВС по Московській області. З січня до червня 1937 року — заступник начальника, з червня 1937 до квітня 1939 року — начальник 8-го відділення 3-го відділу УДБ УНКВС по Московській області.
З лютого 1939 року — в.о. начальника, з 26 квітня до липня 1939 року — начальник 2-го відділу економічного управління УНКВС по Московській області. З липня 1939 до березня 1941 року — начальник 1-го відділу економічного управління УНКВС по місті Москві.
У березні — 6 серпня 1941 року — начальник 1-го відділу УНКДБ по Московській області. 6 серпня 1941 —13 червня 1942 року — начальник економічного відділу УНКВС по Московській області.
13 червня 1942 — 7 травня 1943 року — заступник начальника УНКВС по Московській області.
7 травня 1943 — 10 лютого 1945 року — народний комісар державної безпеки Узбецької РСР.
10 лютого 1945 — 7 вересня 1949 року — начальник УНКДБ-УМДБ по Куйбишевській області.
7 вересня 1949 — 24 листопада 1951 року — начальник УМДБ по Краснодарському краю.
24 листопада 1951 — 29 травня 1953 року — уповноважений МДБ (з березня 1953 року — МВС) СРСР у Німеччині (Німецькій Демократичній Республіці). Одночасно — заступник головнокомандувача Групи радянських окупаційних військ у Німеччині та заступник голови Радянської контрольної комісії в Німеччині.
10 червня — 20 липня 1953 року — старший радник МВС СРСР при Міністерстві народної безпеки Чехословаччини. З 20 липня до 4 вересня 1953 року перебував у розпорядженні управління кадрів МВС СРСР.
4 вересня 1953 — 13 квітня 1954 року — начальник УМВС по Ростовській області. Наказом КДБ при РМ СРСР № 408 від 24 червня 1954 року звільнений з органів державної безпеки «через службову невідповідність».
З 12 серпня 1954 року працював помічником директора з найму та звільнення заводу № 41 Міністерства авіаційної промисловості СРСР.
Наказом КДБ при РМ СРСР № 944 від 12 серпня 1955 на зміну наказу № 408 звільнений з органів держбезпеки за фактами, що дискредитують звання начальницького складу. 11 травня 1956 року виключений з партії «за порушення соціалістичної законності під час слідства та фальсифікацію слідчих справ».
У травні 1956 — жовтні 1963 року — майстер, старший майстер, помічник головного конструктора п/с 1309 в місті Тушино Московської області. У жовтні — грудні 1963 року — помічник головного конструктора Тушинського машинобудівного заводу Московської області. У грудні 1963 — січні 1964 року — помічник головного конструктора п/с 4705 у Москві. У січні 1964 — квітні 1967 року — помічник головного конструктора конструкторського бюро заводу «Буревісник» у Москві.
Член КПРС з березня 1966 року.
З квітня 1967 року — пенсіонер у місті Сочі. Помер у березні 1975 року в Сочі.

## Звання
- сержант державної безпеки (13.01.1936)
- лейтенант державної безпеки (1.12.1937)
- капітан державної безпеки (19.05.1939)
- майор державної безпеки (4.10.1941)
- полковник державної безпеки  (14.02.1943)
- комісар державної безпеки (27.07.1943)
- генерал-майор (9.07.1945 — 31.05.1956) — постановою РМ СРСР № 727-415с позбавлений військового звання «за порушення соціалістичної законності під час слідства та фальсифікацію слідчих справ».

## Нагороди
- два ордени Червоної Зірки (20.09.1943, 25.07.1949)
- орден «Знак Пошани» (1942)
- медаль «За бойові заслуги»
- медаль «За оборону Москви»
- медаль «За перемогу над Німеччиною у Великій Вітчизняній війні 1941—1945 рр.»
- медаль «За доблесну працю у Великій Вітчизняній війні 1941—1945 рр.»
- медалі
- знак «Почесний працівник ВНК-ДПУ(XV)» (9.05.1938)